# Piet Kee
Piet Kee, właśc. Pieter William Kee (ur. 30 sierpnia 1927 w Zaandam, zm. 25 maja 2018) – holenderski organista i kompozytor.

## Życiorys
Był synem organisty Corneliusa Kee, pierwsze lekcje muzyki pobierał od ojca. Debiutował publicznie jako organista w 1941 roku w Zaandam. Następnie podjął studia u Anthona van der Horsta w konserwatorium w Amsterdamie, które ukończył w 1948 roku. W latach 1952–1956 pracował jako organista w Alkmaarze i Haarlemie. W 1953, 1954 i 1956 roku zdobył I nagrodę na międzynarodowym konkursie improwizatorskim w Haarlemie. W latach 1954–1987 uczył gry na organach w konserwatorium amsterdamskim, prowadził też kursy mistrzowskie w Haarlemie. Od 1952 do 1987 roku pełnił funkcję organisty w kościele św. Wawrzyńca w Alkmaarze. Koncertował w Europie i Stanach Zjednoczonych, dokonał licznych nagrań płytowych.
W 1972 roku został mianowany rycerzem Orderu Oranje-Nassau. Od 1987 roku był członkiem honorowym Royal College of Organists w Londynie.
Skomponował liczne utwory na organy, m.in. Variations on a Carol (1954), Triptych on Psalm 86 (1960), 4 Manual Pieces (1966), Bios (1994), Confrontation na 3 pozytywy i organy kościelne (1979), a także Music and Space na 2 organów, 3 trąbki i 3 puzony (1969), Integration na chór, flażolet, ptaki mechaniczne, katarynkę i organy kościelne (1980), Flight na flet (1992), Network na 2 organów, flet prosty, saksofon i syntezator (1996).